# Cornelius Galle der Jüngere
Cornelius Galle der Jüngere (* um 1615 in Antwerpen; † 18. Oktober 1678 ebenda) war Mitglied einer niederländischen Kupferstecherfamilie.
Der Sohn von Cornelius Galle d. Ä. vervielfältigte Bilder niederländischer Maler.